# Sto posto za Hrvatsku
Sto posto za Hrvatsku bio je dugotrajni prosvjed stopostotnih hrvatskih ratnih vojnih invalida I. skupine koji je započeo 20. listopada 2014. godine ispred zgrade Ministarstva hrvatskih branitelja u Zagrebu, na adresi Savska 66. Trajao je 555 dana i službeno završio 26. travnja 2016., što ga čini najdugovječnijim prosvjedom u novijoj hrvatskoj povijesti.

## Ciljevi

### Zahtjevi
Prosvjednici su istaknuli nekoliko glavnih zahtjeva:[nedostaje izvor]
- smjena ministra Predraga Matića,
- smjenu pomoćnika ministra Bojana Glavaševića i zamjenice ministra Vesne Nađ te
- donošenje Ustavnoga zakona o hrvatskim braniteljima iz Domovinskog rata i članovima njihovih obitelji.

## Skup zajedništva
U okviru prosvjeda održan je veliki braniteljski skup na zagrebačkom Trgu bana Jelačića "Skup zajedništva – 100 posto za Hrvatsku – Zajedno do pobjede" na kojemu je prisustvovalo više od 50 000 ljudi, a skup i koncert prenosilo je 10 lokalnih i područnih televizija u Hrvatskoj i BiH te jedna u Australiji. Na koncertu su sudjelovali Marko Perković Thompson, Ivan Mikulić, Najbolji hrvatski tamburaši i mnogi drugi poznati pjevači. Nekim televizijskim kućama nije bilo dopušteno snimanje, no ne zna se iz kojih razloga.
Potporu branitelja na koncertu pružili su i zagrebački pomoćni biskup Ivan Šaško, konzervativka i europarlamentarka Ruža Tomašić, socijaldemokratski političar Darinko Kosor i general Branimir Glavaš.

## Potpora
Brojne osobe iz političkog i javnog života pružile su potporu braniteljima. Najznačajnija od njih bila je Kolinda Grabar-Kitarović, koja je branitelje posjetila kao kandidatkinja za predsjednicu i više puta kao predsjednica Republike Hrvatske (prvi puta već dan nakon inauguracije). U prvim danima prosvjeda branitelje su posjetili i nogometaš Josip Šimunić, general Damir Krstičević, Tomislav Karamarko i još neki političari s desnice. Kako su dani odmicali, braniteljima su u šatoru svojim dolaskom potporu pružili i generali i zapovjednici iz Domovinskog rata, Mladen Markač, Branko Borković i Mile Dedaković, kao i kardinal Josip Bozanić, udruge Blokirani, Franak i U ime obitelji i ini.
Hrvatski kipar Mate Turić u kolovozu 2015. braniteljima u Savskoj donirao je skulpturu Jedro, za aukciju koju su organizirali stotopostotni invalidi koji su prosvjedali pred Ministarstvom branitelja.

## Stavovi Vlade
Tadašnji predsjednik Sabora Josip Leko isprva je ponudio pomoć, ali je kasnije odbio izvanrednu sjednicu Sabora, a kod klubova zastupnika u Saboru prosvjednici „nisu naišli na razumijevanje”. Predsjednik Vlade Zoran Milanović usmenim je putem dao potporu, ali nije prisustvovao okruglom stolu. Prema članku na mrežnom portalu direktno.hr, Milanovićeva Vlada više je puta organizatore prosvjeda „optuživala za politikanstvo i suradnju s desnicom”. Ministar unutarnjih poslova Ranko Ostojić prosvjed je nazvao "neprijavljenim okupljanjem".

## Vanjske poveznice
- Dnevnik.hr – Večeras "Skup zajedništva 100 posto za Hrvatsku" (objavljeno 2. svibnja 2015.)
- Braniteljski portal.hr – Priopćenje organizatora skupa zajedništva "100% za Hrvatsku"